# Calliostoma gemmulatum
Calliostoma gemmulatum är en snäckart som beskrevs av Carpenter 1864. Calliostoma gemmulatum ingår i släktet Calliostoma och familjen Calliostomatidae. Inga underarter finns listade i Catalogue of Life.